# Ernst-Ludwigs-Platz
Der Ernst-Ludwigs-Platz (auch: Ernst-Ludwig-Platz) ist ein kleiner Platz in Darmstadt.

## Geschichte und Lage
Seit dem Jahre 1860 ist der Platz nach Landgraf Ernst Ludwig (1667–1739) benannt.
Der Ernst-Ludwigs-Platz wird vor allem durch den Weißen Turm und die Fassade des Residenzschlosses geprägt. 
Die am westlichen Platzrand gelegene Sandstein-Kaufhausfassade aus den frühen 1950er-Jahren versucht durch das Material Sandstein eine adäquate Antwort auf die Fassade des Residenzschlosses zu geben.
Die am südlichen Platzrand befindliche Blechfassade eines Kaufhauses im Patinaton wurde in das historische Ensemble eingepasst.
Im Jahr 2020 kündigte die Stadt Darmstadt eine umfassende Neugestaltung des Platzes an. So soll das Pflaster an das des benachbarten Marktplatzes angeglichen werden und mehrere Bäume gepflanzt werden.

## Impressionen vom Ernst-Ludwigs-Platz

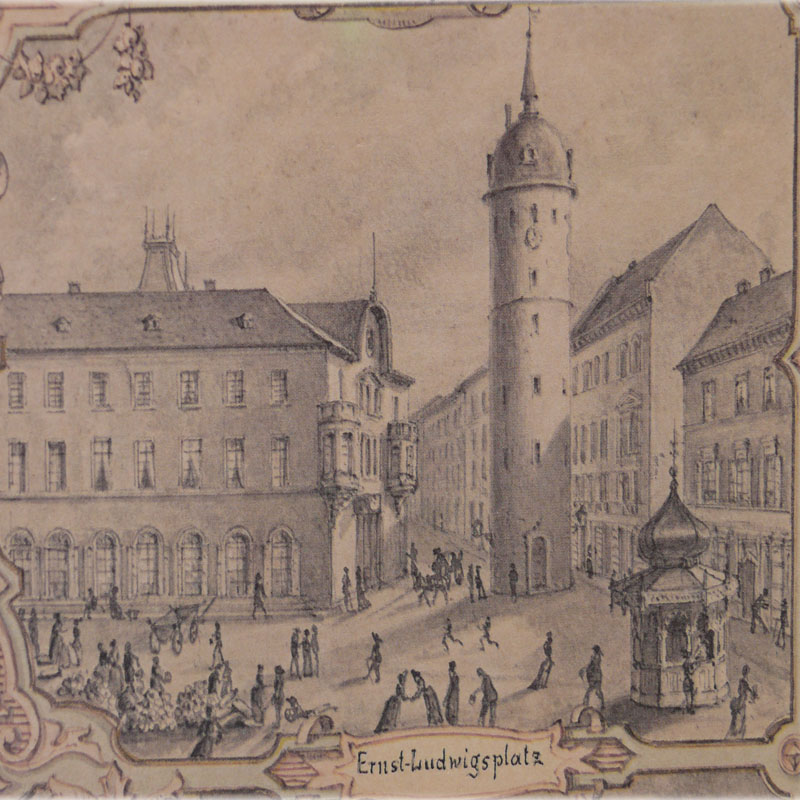
Ernst-Ludwigs-Platz um das Jahr 1884
Ernst-Ludwigs-Platz um 1896
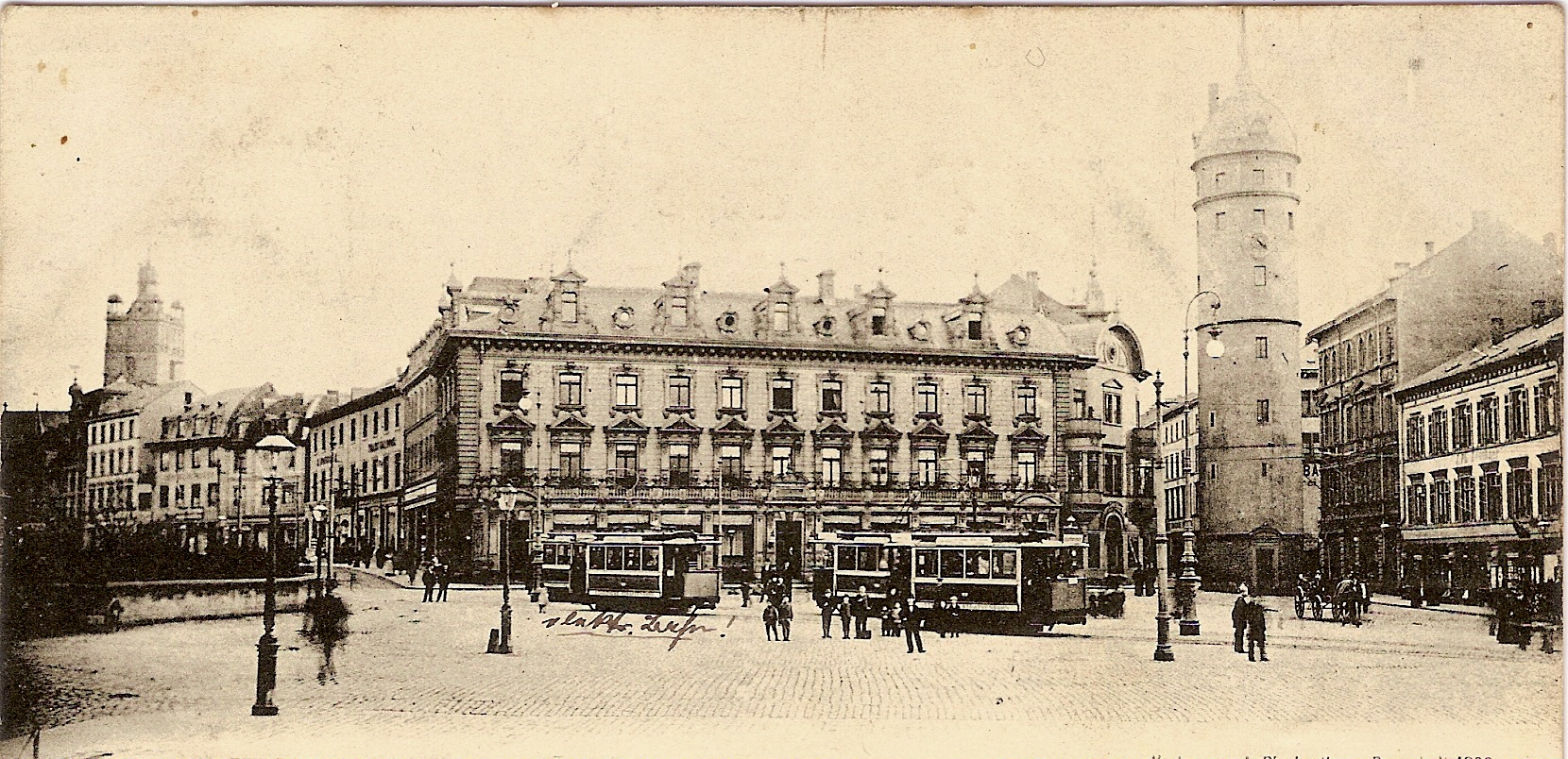
Ernst-Ludwigs-Platz um 1899
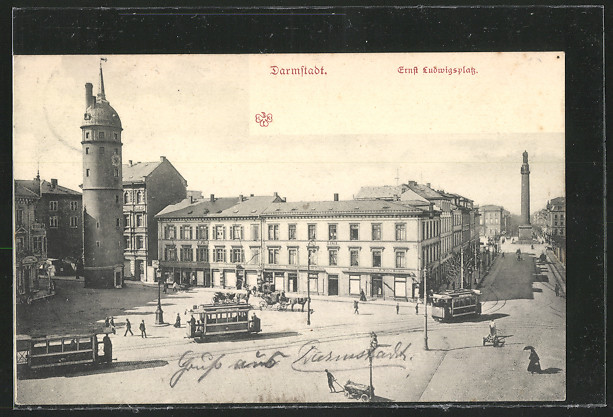
Ernst-Ludwigs-Platz im Jahre 1908
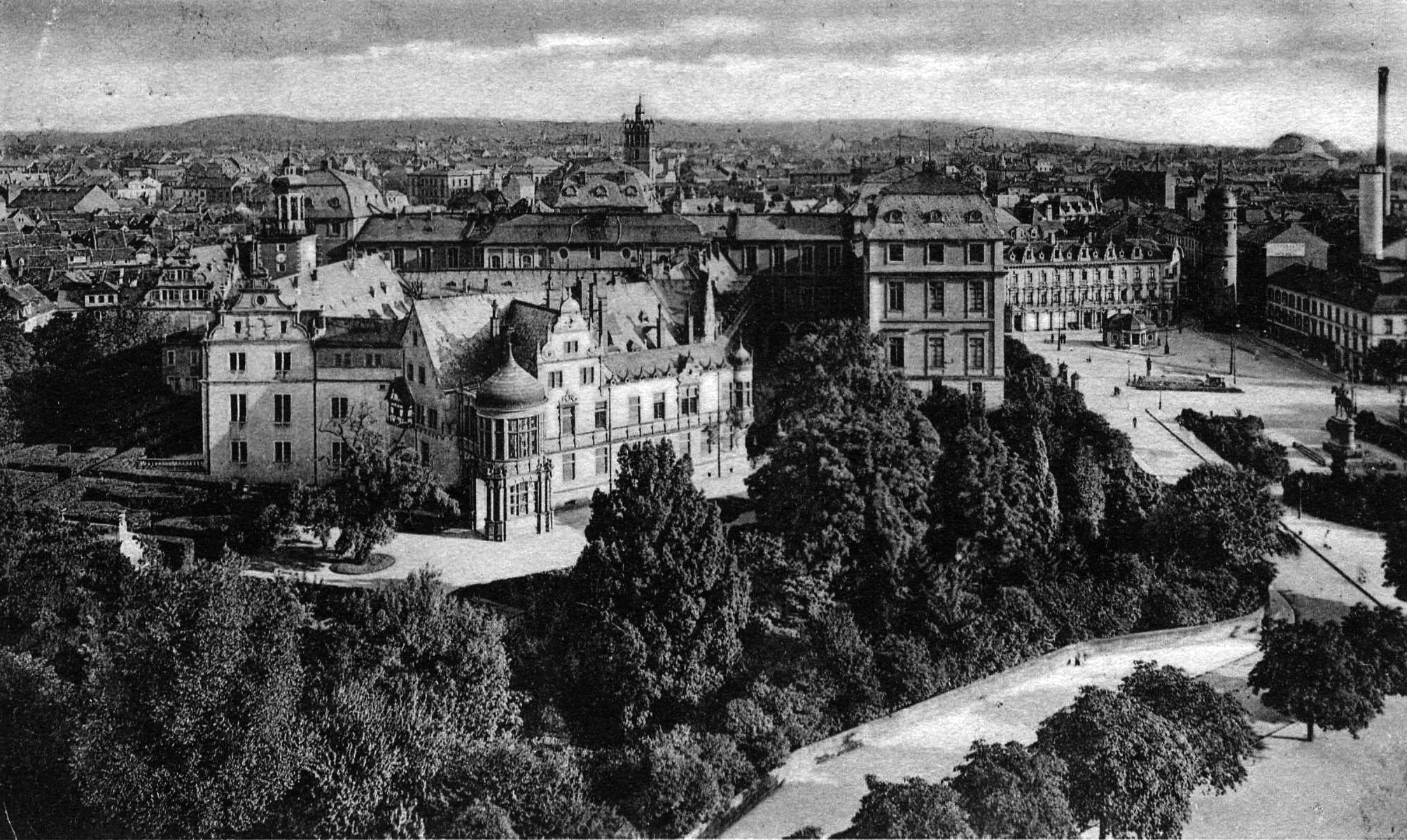
Residenzschloss und Ernst-Ludwigs-Platz im Jahre 1916